# Youcef Nadarkhani
Youcef Nadarkhani (Rasht, 11 aprile 1977) è un pastore protestante iraniano.

## Biografia
Nato in una famiglia musulmana, Nadarkhani si è convertito al cristianesimo quando aveva diciannove anni ed è entrato a far parte della Only Jesus Church, un movimento pentecostale. In seguito è diventato pastore, guidando una rete di chiese domestiche aderenti alla Chiesa dell'Iran, una chiesa protestante di ispirazione evangelicale che raggruppa ex musulmani iraniani convertitisi al cristianesimo. Nel 2006 è stato arrestato per apostasia ed evangelismo insieme alla moglie Fatemeh, ma entrambi sono stati rilasciati dopo due settimane. Nell'ottobre del 2009 Nadarkhani ha protestato contro una norma che obbliga tutti gli studenti a studiare il Corano a scuola, asserendo che la Costituzione iraniana garantisce la libertà religiosa e la possibilità per i genitori di educare i figli secondo la propria fede religiosa; la protesta, indirizzata al dirigente della scuola frequentata dai suoi due figli di sette e nove anni, è stata trasmessa alla polizia e il pastore è stato arrestato per la seconda volta. Nel settembre 2010 è stato processato dalla corte di assise della provincia di Gilan con l'accusa di apostasia ed evangelismo ed è stato verbalmente condannato a morte. Gli è stata data la possibilità di convertirsi alla religione islamica ed essere graziato, ma ha rifiutato. Nel novembre 2010 è stata emessa la sentenza scritta ufficiale, con cui Nadarkhani è stato condannato a morte per impiccagione. Nel luglio 2011, dopo il deposito delle motivazioni della sentenza, l'avvocato di Nadarkhani ha presentato appello, sostenendo che il pastore non aveva praticato alcuna religione prima della sua conversione al cristianesimo. Nel settembre 2011 la corte ha confermato la condanna per apostasia, con la motivazione che i suoi genitori erano di fede musulmana e Nadarkhani aveva abbandonato la loro religione dopo il compimento della maggiore età. L'avvocato ha presentato ricorso alla Corte suprema iraniana; inoltre, c'è stata una mobilitazione internazionale a favore di Nadarkhani. Nel settembre 2012 Nadarkhani è stato prosciolto dall'accusa di apostasia ma ritenuto colpevole di evangelismo, cioè dell’evangelizzazione di musulmani, per cui è stato condannato a tre anni di prigione; avendo già trascorso tre anni in carcere dal momento dell'arresto, è stato rimesso in libertà. Nel 2016 Nadarkhani è stato nuovamente arrestato insieme ad altri tre correligionari ed accusato di evangelismo e sionismo. I quattro, rimessi in libertà provvisoria dietro pagamento di una cauzione, sono stati processati nel luglio 2017 e condannati a dieci anni di carcere; Nadarkhani ha avuto un'ulteriore condanna a due anni di confino in una località nel sud dell'Iran. I quattro hanno presentato appello e sono stati convocati in tribunale nel dicembre 2017 per un'audizione supplementare, ma nel maggio 2018 sono stati informati che le loro condanne erano state confermate. Il 22 giugno 2018 Nadarkhani è stato arrestato nella sua abitazione e portato nel carcere di Evin. I suoi tre compagni sono stati arrestati il giorno successivo e portati anche loro nel carcere di Evin. La pena è stata successivamente ridotta da dieci a sei anni.